# Dectochilus
Dectochilus is een geslacht van vlinders van de familie spanners (Geometridae), uit de onderfamilie Ennominae.

## Soorten
- D. antucaria Felder, 1875
- D. brunnea Warren, 1897
- D. decens Warren, 1906
- D. marginata Dognin, 1902
- D. tincta Warren, 1906